# Ignacy Cieślak
Ignacy Cieślak (ur. 8 czerwca 1916 w Dobieżynie, zm. 28 grudnia 2002 w Gikondo) – polski duchowny rzymskokatolicki, ksiądz pallotyn i wieloletni misjonarz w Afryce.

## Życiorys
Urodził się 8 czerwca 1916 w Dobieżynie koło Poznania. W 1930 wstąpił do Gimnazjum Pallotyńskiego Collegium Marianum w Wadowicach na Kopcu. Po maturze rozpoczął nowicjat w Sucharach k. Nakła n. Notecią. Studia filozoficzne i teologiczne kończył w pallotyńskim Wyższym Seminarium Duchownym w Ołtarzewie k. Warszawy, zaś święcenia kapłańskie otrzymał 2 maja 1943 z rąk abp. Adama Stefana Sapiehy. Do 1947 przebywał w Ołtarzewie, a następnie pracował w Częstochowie, w Gdańsku, w Zakopanem na Krzeptówkach i w Kielcach. W 1975 wyjechał na misję do Rwandy, gdzie pracował aż do śmierci w 2002. Pracował tam przy parafiach, a także był budowniczym kościołów, kaplic misyjnych, sal katechetycznych i innych budowli.
Jan Paweł II uhonorował ks. Cieślaka w 1993 medalem Pro Ecclesia et Pontifice. Rada Miasta i Gminy Buk 22 maja 1996 roku nadała ks. Ignacemu Cieślakowi tytuł Honorowego Obywatela Miasta Buk, a 8 czerwca 2004 został patronem Szkoły Podstawowej w Dobieżynie.